# جامعة نورد
جامعة نورد (بالنرويجية: Nord universitet بمعنى "جامعة الشمال") هي جامعة حكومية في النرويج، أُنشئت بموجب مرسوم ملكي في 9 أكتوبر 2015، نتيجة لدمج ثلاثة من الكليات الجامعية في نوردلاند ونيسنا ونور تروندلاغ، وقد بدأت تعمل تحت هذه الاسم من أول يناير 2016. تقع إدارتها في بودو، ويتوزع الحرم الجامعي - بالإضافة إلى بودو - على فيسترولن ومو إي رانا ونيسنا، وليفانغر وستاينشار ونامسوس وستيوردال. لدى الجامعة ما يقرب من 1,200 أكاديمي وإداري واثني عشر ألف طالب.